# Memorial Yves Le Bour
El Memorial Yves Le Bour (Yves Le Bour Challenge en idioma francés y oficialmente) es una competición de vela para embarcaciones de la clase internacional snipe que se disputa anualmente.
Consta de tres pruebas, de las que una ha de disputarse en Francia, otra en Bélgica y otra en Reino Unido. Las secretarías nacionales de la clase snipe en estos tres países deciden cada año cuales serán las pruebas que puntuarán para esta competición. El objetivo de la competición es fomentar la participación internacional en las regatas de snipes de Francia, Bélgica y Reino Unido. 
El trofeo se entrega al patrón del barco ganador de la competición y es propiedad de la secretaría nacional de la SCIRA en Francia. Fue donado por Sylvie, Anne y René Le Bour, familiares de Yves Le Bour, a quien rinde homenaje. Yves Le Bour fue un regatista que navegaba asiduamente con su snipe de casco azul marino en las regatas de los clubes náticos Stone Sailing Club, Maldon Yacht Club, Broadstairs, The Blue Circle, Ostende, y Hofstade. El ganador se responsabiliza de la custodia y conservación del trofeo, así como de grabarlo y enviarlo debidamente embalado al lugar designado para la última prueba del siguiente campeonato. 

## Puntuación y clasificación
La clasificación final de cada una de las tres pruebas puntúa como si fuese una manga. Es decir que si un patrón no asiste a una de las pruebas recibe la puntuación equivalente a un DNC, que se calcula sobre el número de inscritos de la prueba que tenga el mayor número de inscritos de las tres. En caso de empate, vencerá el que tenga mayor número de participaciones.

## Campeones
| Año  | Patrón                    | Flota                                            |
| 1998 | Sylvie Le Bour-Boisaubert | 294 - Audierne                                   |
| 1999 | Jean Jacques Frebault     | 778 - Cercle de la Voile de Cazaux-Lac           |
| 2000 | Peter Wolstenholme        | Bewl Valley                                      |
| 2001 | Maxim Romain              | 313 - Le Havre                                   |
| 2002 | Bart Janssens             | 423 - Amberes                                    |
| 2003 | Alan Williams             | 217 - Budworth                                   |
| 2004 | Alan Williams             | 217 - Budworth                                   |
| 2005 | Bart Janssens             | 423 - Amberes                                    |
| 2006 | Alan Williams             | 217 - Budworth                                   |
| 2007 | Emmanuel Hens             | 423 - Amberes                                    |
| 2008 | Emmanuel Hens             | 423 - Amberes                                    |
| 2009 | Sue Roberts               | 545 - Cliffe                                     |
| 2010 | Wim Sayes                 | 423 - Amberes                                    |
| 2011 | Michel Villette           | 221 - Paris (Sporting Club de Choisy-le-Roi)     |
| 2012 | Justin Frebault           | 778 - Cazaux Lac (Cercle de la Voile d'Arcachon) |